# Гомбоев, Николай Иванович
Никола́й Ива́нович Гомбо́ев (1837, Иркутская губерния, Российская империя — 1906, Китай), до крещения — Найдан Гомбоев — российский государственный деятель, дипломат, по происхождению бурят хатагинского рода из Тамчи (ныне село Гусиное Озеро, Бурятия), брат хамбо-ламы Дампила Гомбоева. Выходец из «податного сословия». Благодаря природным способностям, окончил свою почти полувековую государственную службу видным чиновником дипломатической миссии в Китае. Один из организаторов и руководитель почтово-телеграфной службы посольства России в Пекине. Статский советник. Участник ознакомительных поездок и экспедиций по восточно-азиатскому региону. Член Восточно-Сибирского отдела Императорского Русского географического общества. Знаток и собиратель буддийских ритуальных артефактов. Муж дочери декабриста Н. А. Бестужева Е. Д. Старцевой.

## Биография
Получивший только домашнее образование и самостоятельно изучивший монгольский, маньчжурский и китайский языки, Найдан Гомбоев уже в возрасте 20 лет был учителем в кударинской бурят-монгольской школе, награждён серебряной медалью «с ношением на шее». Был крещён по православному обряду под именем Николай Иванович. В 1863 году Селенгинской степной думой и Управлением губернатора Восточной Сибири Гомбоев, как знаток местных языков и опытный путешественник, был рекомендован Министерству внутренних дел для привлечения к работе. Высочайшим указом принят на государственную службу в чине коллежского регистратора.

### Карьера
В 1861—1862 гг. исполнял обязанности переводчика при российском консульствах в Урге и Пекине.
В 1863 г. генерал-губернатором Восточной Сибири М. С. Корсаковым командирован переводчиком в Амурскую область.
В 1864—1866 гг. неоднократно сопровождал официальных лиц и научные экспедиции в поездках
по Амурскому краю, Монголии, Маньчжурии, Корее и Китаю.
В 1867 г. преподавал маньчжурский язык в школе Амурской конной казачьей бригады и в духовном училище Камчатской епархии.
В 1868 г. произведён в губернские секретари. В 1870 г. откомандирован в распоряжение российского консула в Ургу..
В 1871 г. произведён в коллежские секретари. Назначен управляющим заграничной почтовой конторы в городе Тяньцзине, а с 1872 г., одновременно, и почтовой конторы российской дипломатической миссии в Пекине.
С 1877 г. — коллежский асессор, а с 1878 г. — надворный советник.
В 1897 г. сопровождал князя Э. Э. Ухтомского, возвращавшегося с китайскими подарками членам императорской семьи, в Петербург (через Монголию и Сибирь) из посольской поездки в Пекин.
В 1898 г. произведён в чин статского советника.
Летом 1900 г. во время ихэтуаньского восстания начальник русской почтовой конторы Н. И. Гомбоев два месяца провёл в осажденном здании российской миссии в Пекине.

## Награды
Медали:
- серебряная медаль «За усердную службу» (1860)
- серебряная медаль на Александровской ленте (1895)
- серебряная медаль «За поход в Китай 1900—1901 годов» (1902)

Российские ордена:
- Святого Станислава III ст. (1869)
- Святой Анны III ст. (1878)
- Святого Станислава II ст. (1881)
- Святой Анны II ст. (1885)
- Святого Владимира IV ст. (1889)

Иностранные ордена:
- Короны II ст. (Пруссия, 1891)
- Двойного Дракона III ст. 1-го класса (Китай, 1897)
- Двойного Дракона II ст. 3-го класса (Китай, 1903)

## Увлечения
Во время многочисленных поездок и экспедиций Гомбоев начал собирать коллекцию предметов и памятников буддийской религиозной культуры. В 1888 г. Гомбоев вместе со старшим братом Дампилом Гомбоевым и своим шурином, сыном декабриста Н. А. Бестужева — Алексеем Дмитриевичем Старцевым предоставили материалы своих собраний для первой буддийской выставки Восточно-Сибирского отдела Императорского Русского географического общества в Иркутске. В 1890 г. Гомбоев подарил иркутскому музею 30 статуэток и картин из своей коллекции. В 1900 г. собрание насчитывало более 600 единиц. Ознакомившийся с коллекцией известный учёный и путешественник В. А. Обручев сделал по просьбе Гомбоева фотографии всех собранных им статуэток богов и ритуальных принадлежностей. От пожара в русской почтовой миссии во время ихэтуаньского восстания большая часть коллекции погибли, а остатки её были расхищены. Сделанные Обручевым фотографии сохранились в Музее антропологии и этнографии им. Петра Великого (Кунсткамера) РАН. Некоторые предметы из коллекции Гомбоева оказались в экспозиции Национального музея этнографии Стокгольма.

## Семья
Н. И. Гомбоев был женат на Екатерина Дмитриевне Старцевой (1844—1927) — дочери декабриста Николая Александровича Бестужева.
В семье выросли шестеро детей: Екатерина (1875), Наталья (1878), Николай (1879), Георгий (1881), Анна (1883), Владимир (1885).

### Сыновья
Владимир (1886—1907) — учился на филологическом факультете Санкт-Петербургского университета. Оказавшись под влиянием социалистических идей, принял участие в событиях 1905 г. и после ареста был приговорен к смертной казни. Хлопоты Екатерины Дмитриевны результата не дали и в 1907 г. Владимира казнили.
Георгий (1881—1959) — после учёбы в иркутской гимназии окончил школу переводчиков в Урге. Переводчик с китайского, маньчжурского и монгольского языков, работал на КВЖД. Умер в Китае.
Николай (1879—1919) — после окончания восточного отделения Санкт-Петербургского университета жил и работал в Китае. В 1918 году с женой и двумя сыновьями Николаем и Владимиром приехал на родину матери в Селенгинск. В условиях начавшейся Гражданской войны и обострения земельных и межнациональных противоречий Н. Н. Гомбоев был избран в Селенгинский аймачный комитет общественной безопасности. В 1919 г. во время одной из многочисленных поездок по району он простудился, серьёзно заболел и скончался. Похоронен в Селенгинске.
После смерти Николая Николаевича, его вдова с детьми переехали в Харбин.

### Правнук декабриста
Владимир Николаевич Гомбоев, внук Н. И. Гомбоева и правнук декабриста Н. А. Бестужева, с 1922 г. учился в гимназии в Харбине, но в 1926 г. перешёл в Техническое железнодорожное училище при Политехническом институте. С 1929 г. по 1945 г. работал техническим специалистом на автоматических телефонных станциях.
В 1945 г. после прихода в Харбин советских войск В. Н. Гомбоев был задержан органами Смерш Приморского военного округа и вывезен в г. Ворошилов (Уссурийск). Обвинялся в антисоветской деятельности и участии в Национально-трудовом союзе нового поколения (НТСНП).
В 1946 г. Особым совещанием МГБ СССР осуждён на 10 лет исправительно-трудовых лагерей по статьям 58-2 и 58-11 УК РСФСР. Наказание отбывал в режимных лагерях байкало-амурской магистрали. Освободился в январе 1955 г. и был сослан на Саралинские рудники (Хакасская АО). Работал бурильщиком в шахте «Встречная».
В этом же году из Китая в СССР переехали его жена Александра Гавриловна, дочь машиниста КВЖД, и дочери — Людмила (1935), Татьяна (1937), Елена (1939) и Наталья (1945).
По доносу вторично арестован 30 октября 1955 г. за чтение написанных им ещё в 1953 г. антисталинских стихов «БАМ», «Пророк», «Рассказ сельского учителя». Осуждён 10 февраля 1956 г. Хакасским областным судом по статье 58-10 ч. 1 УК РСФСР на 10 лет исправительно-трудовых лагерей и 5 лет лишения политических прав. 26 марта 1956 г. Верховный Суд РСФСР уменьшил срок до 3 лет. Отбывал наказание в лагере в посёлке Чуна Иркутской области.
Переносить наказание В. Н. Гомбоеву помогала вера в Бога. Ещё в Харбинский период жизни он решил получить духовное православное образование. В 1931—1933 гг., не прекращая работать, он являлся слушателем епархиальных Пастырско-богословских курсов, а в 1934—1935 гг. — богословского факультета института святого Владимира.
После освобождения из лагеря в 1958 г. был рукоположен в диаконы. Служил в Петропавловском соборе в Томске. Умер в Новосибирске в 1977 г.
Реабилитирован 11 октября 1994 г. прокуратурой Красноярского края. Имя В. Н. Гомбоева внесено в банк данных репрессированных священнослужителей русской православной церкви.